# Hájek (okres Strakonice)
Obec Hájek se nachází v okrese Strakonice, kraj Jihočeský. Je rozložena na východním úbočí stejnojmenného vrchu Hájek (583 m) v Bavorovské vrchovině, necelé 2 km jihozápadně od města Bavorova. Žije zde 47 obyvatel.

## Historie
První písemná zmínka o obci pochází z roku 1334.

## Části obce
V letech 1961–1971 k obci patřila Blanice.

## Doprava
Východní částí obce vede silnice II/141 (Bavorov – Prachatice), z níž do vsi vede krátká slepá odbočka.